# Аниме (смола)
Аниме — древесная смола, подобная копалу, которую выделяет ятоба — дерево, произрастающее в Вест-Индии, Центральной и Южной Америке (в основном в Бразилии). Также её иногда называют «занзибар» или «курбариловая смола».
Внешне представляет собой покрытые белым налётом светло-коричневые, прозрачные, бесформенные, ломкие и легко истирающиеся в порошок кусочки. Аниме обладает запахом, напоминающим запах ладана, благодаря чему используется в парфюмерии и для фумигации.
При нагревании аниме становится мягкой и легко растворяется в тёплой воде и спирте. Этим последним свойством смола резко отличается от труднорастворимых сортов копала. Удельный вес смолы колеблется от 1,154 до 1,059.
Аниме употребляется для курения и приготовления сургуча и лаков.